# Gotthold Müller (Verleger)
Gotthold Müller (* 26. März 1904 in Potsdam; † 21. Juni 1993 in München) war ein deutscher Verleger.

## Leben
Der gebürtige Potsdamer Gotthold Müller, Sohn des Chefredakteurs Dr. Conrad Müller, absolvierte eine Ausbildung zum Buchhändler in seiner Heimatstadt in der Hofbuchhandlung Max Jaeckel, in Gotha und in Halle in der Buchhandlung Albert Neubert. Nachdem Müller dort seit Ende der 1920er Jahre in seinem erlernten Beruf tätig gewesen war, wurde er 1933 zum Vertriebsleiter der Hanseatischen Verlagsanstalt bestellt. 1936 wechselte er als Verlagsleiter zu Philipp Reclam jun. nach Leipzig, eine Position, die er bis März 1946 innehielt. Müller trat trotz seiner bedeutenden Stellung nicht der NSDAP bei, sondern engagierte sich als Freund Carl Friedrich Goerdelers im Widerstand.
1947 erhielt er die Lizenz der Reclam GmbH in Stuttgart, dort fungierte er bis zu seinem Zerwürfnis mit Ernst Reclam im Jahr 1953 als Geschäftsführer. Er übernahm in der Folge die Geschäftsführung der Deutschen-Verlags-Anstalt, die er bis 1960 innehatte. 1959 gründete er in München den Gotthold Müller Verlag mit den Schwerpunkten Zeitgeschichte und Judaica. Müller, der zusätzlich von 1963 bis 1974 als geschäftsführender Gesellschafter des Siebenstern-Taschenbuch-Verlags fungierte, gab 1980 den Verlag auf. Als Hauptwerk des Verlags gilt die sechsbändige Gesamtausgabe von Walther Rathenaus Schriften.